# Кирсанов
Кирсанов (рус. Кирсанов) град је у Русији у Тамбовској области. Према попису становништва из 2010. у граду је живело 17240 становника.

## Становништво
| 1939.  | 1959.  | 1970.  | 1979.  | 1989.  | 2002.  | 2010.  |
| ------ | ------ | ------ | ------ | ------ | ------ | ------ |
| 12.804 | 15.654 | 21.795 | 21.304 | 20.754 | 18.506 | 17.240 |